# The Face (Australia)
The Face es un reality show australiano que muestra una competencia de modelaje. La serie es emitida por Fox8 de Foxtel y es producida por Shine Australia. Naomi Campbell es la productora ejecutiva, así también como una de las tres supermodelos mentoras, del mismo modo que lo hizo en The Face (EUA) y The Face (UK). Se conoce que el canal y equipo de producción adquirieron los derechos para crear una adaptación australiana del reality el 31 de agosto de 2013. Las filmaciones del programa tuvieron lugar entre al 1 de noviembre y 4 de diciembre de 2013. Comenzó a ser emitida el 18 de marzo de 2014.

## Presentador y Mentoras
| Mentoras       | Temporada | Temporada |
| Mentoras       | 1         |           |
| -------------- | --------- | --------- |
| Cheyenne Tozzi | ✔         |           |
| Naomi Campbell | ✔         |           |
| Nicole Trunfio | ✔         |           |
| Presentador    | Temporada |           |
| Presentador    | 1         |           |
| Georges Antoni | ✔         |           |

## Requerimientos
Todas las aspirantes a ingresar en la competencia deberían ser mujeres mayores de 18 años y menores de 30 a la fecha 1 de noviembre de 2013. Las aspirantes además deberían tener una altura mínima de 172cm. Experiencia previa como modelo, no fue requisito. Aquellas que sí contaran con experiencia, no podrían haber aparecido en una campaña de nivel nacional durante los últimos 5 años. La fecha límite de inscripciones fue 22 de septiembre de 2013.

## Temporadas
Mentora de color símbolos
| Team Cheyenne Team Naomi |

| Temporada | Episodio | Estreno de la temporada | Final de la temporada | Ganadora         | Finalistas    | Número de concursantes |
| 1         | 8        | 18 de marzo de 2014     | 6 de mayo de 2014     | Olivia Donaldson | Sarah Tilleke | 12                     |
| 1         | 8        | 18 de marzo de 2014     | 6 de mayo de 2014     | Olivia Donaldson | Yaya Deng     | 12                     |

- Nicole fue automáticamente descalificada al no contar con ninguna modelo en competencia.

## Temporada 1
La primera temporada de The Face Australia cuenta con la participación de Naomi Campbell junto a las modelos australianas Cheyenne Tozzi y Nicole Trunfio, como supermodelos y mentoras. El show es presentado por el fotógrafo de moda y personalidad de televisión Georges Antoni.

### Concursantes
| Concursante        | Edad | Ciudad de origen          | Mentora  | Eliminación | Puesto          |
| ------------------ | ---- | ------------------------- | -------- | ----------- | --------------- |
| Natalie Roser      | 23   | Sídney, New South Wales   | Cheyenne | Episodio 2  | 12da            |
| Susan Yovan        | 22   | Juba, Sudán del Sur       | Nicole   | Episodio 3  | 11.ª (Abandona) |
| Shenika Rule       | 24   | Perth, Western Australia  | Nicole   | Episodio 3  | 10.ª            |
| Melise Williams    | 19   | Sídney, New South Wales   | Nicole   | Episodio 4  | 9.ª             |
| Anouska Freedman   | 18   | Perth, Western Australia  | Nicole   | Episodio 5  | 8.ª             |
| Brittaney Johnston | 20   | Brisbane, Queensland      | Naomi    | Episodio 6  | 7.ª             |
| Nikolina Kovacevic | 19   | Sídney, New South Wales   | Cheyenne |             |                 |
| Olivia Donaldson   | 19   | Perth, Western Australia  | Cheyenne |             |                 |
| Yaya Deng          | 19   | Jeddah, Arabia Saudita    | Cheyenne |             |                 |
| Chantal Monaghan   | 18   | Brisbane, Queensland      | Naomi    |             |                 |
| Ruth Willmer       | 20   | Albany, Western Australia | Naomi    |             |                 |
| Sarah Tilleke      | 18   | Perth, Western Australia  | Naomi    |             |                 |

- Edades al momento de filmación.

### Tabla de eliminación
| Ganadora desafío | -     | Sarah  | Sarah  | Ruth   | Yaya  | Yaya   | Olivia | -     | -         |  |  |  |  |  |  |  |  |  |  |  |  |  |  |  |  |  |  |  |  |  |  |  |  |  |  |  |  |  |  |  |  |  |  |  |
| Olivia           | SIGUE | SIGUE  | GANA   | RIESGO | SIGUE | GANA   | SIGUE  | SIGUE | GANADORA  |  |  |  |  |  |  |  |  |  |  |  |  |  |  |  |  |  |  |  |  |  |  |  |  |  |  |  |  |  |  |  |  |  |  |  |
| Sarah            | SIGUE | GANA   | SIGUE  | GANA   | GANA  | SIGUE  | GANA   | SIGUE | FINALISTA |  |  |  |  |  |  |  |  |  |  |  |  |  |  |  |  |  |  |  |  |  |  |  |  |  |  |  |  |  |  |  |  |  |  |  |
| Yaya             | SIGUE | SIGUE  | GANA   | SIGUE  | GANA  | GANA   | RIESGO | SIGUE | FINALISTA |  |  |  |  |  |  |  |  |  |  |  |  |  |  |  |  |  |  |  |  |  |  |  |  |  |  |  |  |  |  |  |  |  |  |  |
| Chantal          | SIGUE | GANA   | SIGUE  | GANA   | GANA  | RIESGO | GANA   | ELIM  |           |  |  |  |  |  |  |  |  |  |  |  |  |  |  |  |  |  |  |  |  |  |  |  |  |  |  |  |  |  |  |  |  |  |  |  |
| Ruth             | SIGUE | GANA   | SIGUE  | GANA   | GANA  | SIGUE  | GANA   | ELIM  |           |  |  |  |  |  |  |  |  |  |  |  |  |  |  |  |  |  |  |  |  |  |  |  |  |  |  |  |  |  |  |  |  |  |  |  |
| Nikolina         | SIGUE | SIGUE  | GANA   | SIGUE  | SIGUE | GANA   | ELIM   |       |           |  |  |  |  |  |  |  |  |  |  |  |  |  |  |  |  |  |  |  |  |  |  |  |  |  |  |  |  |  |  |  |  |  |  |  |
| Brittaney        | SIGUE | GANA   | RIESGO | GANA   | GANA  | ELIM   |        |       |           |  |  |  |  |  |  |  |  |  |  |  |  |  |  |  |  |  |  |  |  |  |  |  |  |  |  |  |  |  |  |  |  |  |  |  |
| Anouska          | SIGUE | SIGUE  | SIGUE  | SIGUE  | ELIM  |        |        |       |           |  |  |  |  |  |  |  |  |  |  |  |  |  |  |  |  |  |  |  |  |  |  |  |  |  |  |  |  |  |  |  |  |  |  |  |
| Melise           | SIGUE | SIGUE  | SIGUE  | ELIM   |       |        |        |       |           |  |  |  |  |  |  |  |  |  |  |  |  |  |  |  |  |  |  |  |  |  |  |  |  |  |  |  |  |  |  |  |  |  |  |  |
| Shenika          | SIGUE | RIESGO | ELIM   |        |       |        |        |       |           |  |  |  |  |  |  |  |  |  |  |  |  |  |  |  |  |  |  |  |  |  |  |  |  |  |  |  |  |  |  |  |  |  |  |  |
| Susan            | SIGUE | SIGUE  | ABAND  |        |       |        |        |       |           |  |  |  |  |  |  |  |  |  |  |  |  |  |  |  |  |  |  |  |  |  |  |  |  |  |  |  |  |  |  |  |  |  |  |  |
| Natalie          | SIGUE | ELIM   |        |        |       |        |        |       |           |  |  |  |  |  |  |  |  |  |  |  |  |  |  |  |  |  |  |  |  |  |  |  |  |  |  |  |  |  |  |  |  |  |  |  |

 Equipo Cheyenne  

 Equipo Naomi  

 Equipo Nicole 
     La concursante forma parte del equipo ganador del episodio.
     La concursante estuvo en riesgo de eliminación.
     La concursante fue eliminada de la competencia.
     La concursante abandonó la competencia.
     La concursante fue finalista.
     La concursante ganadora de The Face.
- El episodio 1 fue el de selección. Las doce finalistas fueron divididas en equipos de acuerdo a la elección de las mentoras.
- En el episodio 3, Susan abandonó la competencia luego de conocer la noticia de estar embarazada.[3]
- En el episodio 5 Anouska, quien era le última modelo en competencia del equipo de Nicole, fue eliminada. Nicole fue automáticamente descalificada al no contar con ninguna modelo en competencia.
- Como la competencia se redujo a dos equipos, Naomi tuvo que nominar a dos de sus modelos para la eliminación en el episodio 6.

### Campañas
- Episodio 1: Beauty Shots Naturakes; 'Transformaciones' auto ejecutadas (Casting)
- Episodio 2: Editorial para Marie Claire
- Episodio 3: Comercial en un circo para Max Factor
- Episodio 4: Photoshoot Stylerunner
- Episodio 5: Desfile para Steven Khalil en Sídney Opera House
- Episodio 6: Loobok para Le Specs con modelos masculinos

## Episodios
| Temporada | Temporada | Episodios | Estreno de la temporada | Final de la temporada |
| --------- | --------- | --------- | ----------------------- | --------------------- |
|           | 1         | 8         | 18 de marzo de 2014     | 6 de mayo de 2014     |